# Comuna de Szreńsk
Szreńsk (polaco: Gmina Szreńsk) é uma gminy (comuna) na Polónia, na voivodia de Mazóvia e no condado de Mławski. A sede do condado é a cidade de Szreńsk. De acordo com os censos de 2004, a comuna tem 4601 habitantes, com uma densidade 42 hab/km².

## Área
Estende-se por uma área de 109,66 km², incluindo:
- área agrícola: 82%
- área florestal: 12%

## Demografia
Dados de 30 de Junho 2004:
|                      | Total   | Total | Mulheres | Mulheres | Homens  | Homens |
| -------------------- | ------- | ----- | -------- | -------- | ------- | ------ |
|                      | pessoas | %     | pessoas  | %        | pessoas | %      |
| População            | 4601    | 100   | 2321     | 50,4     | 2280    | 49,6   |
| Densidade (pop./km²) | 42      | 100   | 21,2     | 21,2     | 20,8    | 20,8   |

De acordo com dados de 2002, o rendimento médio per capita ascendia a 1316,51 zł.

## Subdivisões
- Bielawy, Doziny, Grądek, Kobuszyn, Krzywki-Bośki, Krzywki-Piaski, Kunki, Liberadz, Ługi, Miączyn Mały, Miączyn Duży, Miłotki, Mostowo, Nowe Garkowo, Ostrów, Pączkowo, Przychód, Proszkowo, Rochnia, Stare Garkowo, Sławkowo, Szreńsk, Wola Proszkowska, Złotowo.

## Comunas vizinhas
- Bieżuń, Kuczbork-Osada, Lipowiec Kościelny, Radzanów, Strzegowo, Wiśniewo, Żuromin